# Palacio de Santa Cruz (Madrid)
El Palacio de Santa Cruz, también denominado Cárcel de Corte, hoy es una de las sedes del Ministerio de Asuntos Exteriores, Unión Europea y Cooperación de España. Se encuentra en la ciudad de Madrid, capital de España. Se sitúa muy cerca de la Plaza Mayor, en la plaza de la Provincia, presidida junto con el palacio por la reconstruida fuente de Orfeo. El edificio fue empleado como cárcel hasta el reinado de Felipe V, que lo convirtió en palacio. Asimismo era la sede del tribunal de la Sala de Alcaldes de Casa y Corte. Se trata de una de las construcciones palaciegas más importantes de cuantas se conservan en la capital española y es considerado uno de los edificios más emblemáticos del Madrid de los Austrias.

## Historia
Sobre el lugar donde se encontraba la primera Cárcel de la Villa de Madrid, construida en 1543 y derribada en 1621.
El rey Felipe IV ordenó en 1629 la construcción para albergar las dependencias de la Sala de Alcaldes de Casa y Corte y de la Cárcel de Corte, fue construido entre 1629 y terminado a comienzos de la década de 1640, la primera piedra se colocó el 14 de septiembre de 1629 en una ceremonia a la cual asistió, según algunas fuentes, Felipe IV, más los cinco alcaldes que formaban la Sala y sus colegas del Consejo de Castilla, y otros invitados y según otras fuentes, la ceremonia fue presidida por el cardenal obispo de Málaga, Gabriel Trejo Paniagua, presidente del Consejo de Castilla.
Las trazas del edificio parece que fueron obra de Juan Gómez de Mora, siendo aparejador Alonso Carbonel entre 1629 y 1636, junto con otros arquitectos que concluyeron las obras, como José de Villarreal, Bartolomé Hurtado García y José del Olmo.
En el año 1767 mudó su función para pasar a albergar solamente la Sala de Alcaldes de Casa y Corte, denominándose desde entonces Palacio de Santa Cruz, por su cercanía con la antigua parroquia de la Santa Cruz (derribada en 1869). La cárcel fue trasladada a un edificio contiguo. Tras el incendio de 1791 que destruye la planta superior, y con ello su archivo histórico y judicial, Juan de Villanueva, arquitecto mayor del Reino, se encarga de la reconstrucción del edificio, y sobre todo su fachada. Una vez reconstruido, en 1793, es convertido en el Palacio de Justicia, oficialmente, el «Palacio de la Audiencia», donde se ubican la Audiencia y los Juzgados de Madrid.
De 1885 a 1898, el edificio lo ocupa el Ministerio de Ultramar y, entre otras reformas, los dos patios pasan a llamarse «de Colon» y «de Elcano».
En 1930, fue renovado por el arquitecto Pedro Muguruza quien, tras los destrozos causados por la guerra civil, lo volverá a restaurar en 1941. Desde 1939, se le conoce como el Palacio de Santa Cruz y es la sede del Ministerio de Asuntos Exteriores y Cooperación español. Más adelante, en 1950, se inaugura una ampliación del edificio realizada por el mismo arquitecto.
Está declarado Bien de Interés Cultural desde 1996.
Entre los castizos madrileños había una expresión, dormir bajo el ángel, como sinónimo de ir a la cárcel; esta se debe al antiguo uso de este edificio, en alusión a la estatua del arcángel Miguel que corona su fachada.

## Arquitectos

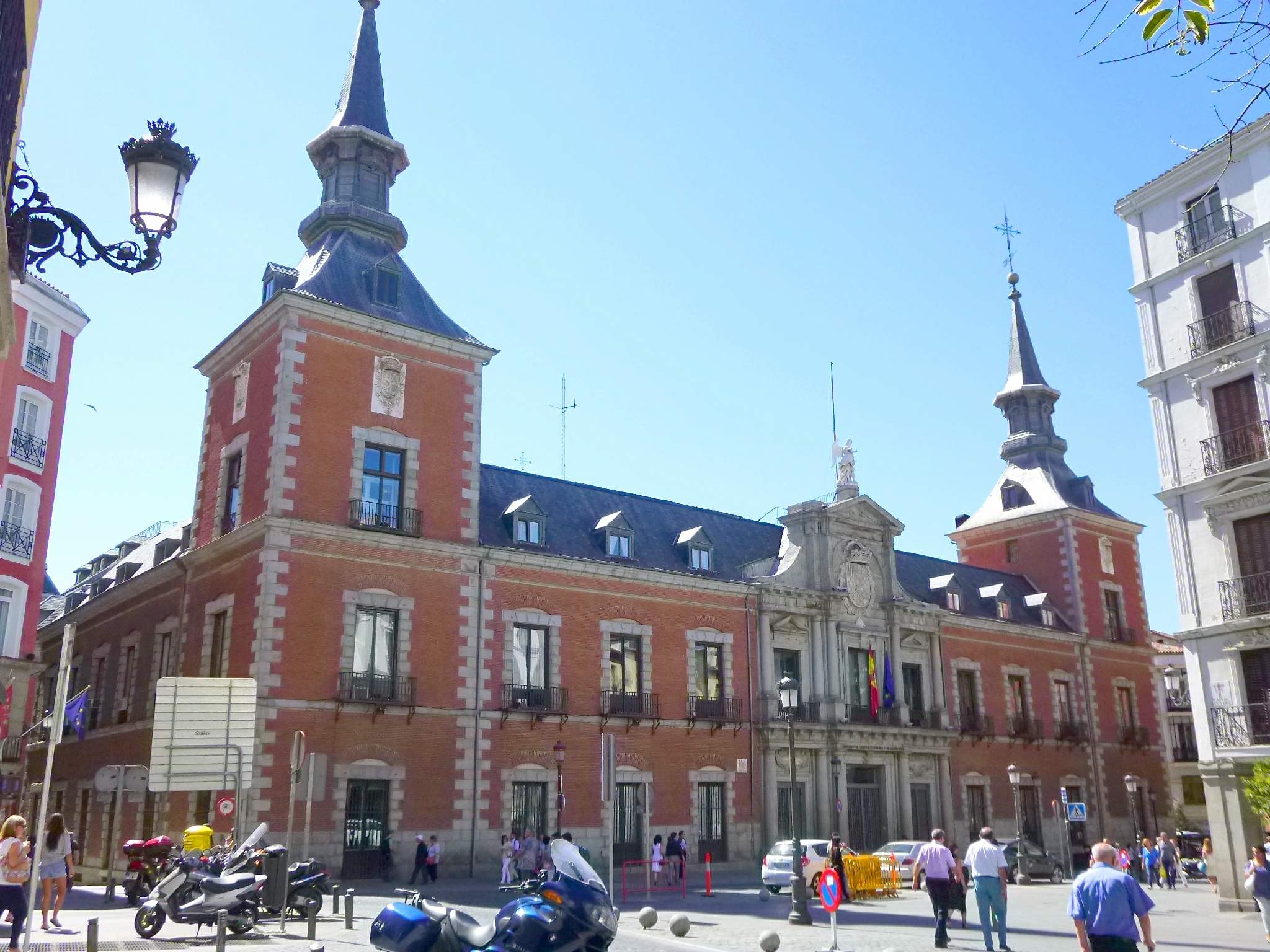
Vista frontal del palacio.

A falta de la documentación correspondiente, existían dudas acerca de su arquitecto principal, aunque durante mucho tiempo se atribuyó a Juan Bautista Crescenci. Sin embargo, las investigaciones llevadas a cabo por la catedrática de Historia del Arte, Virginia Tovar, apuntan a Juan Gómez de Mora. Asimismo, se menciona a otros arquitectos que pudieron haber intervenido en las obras, como José de Villarreal, Bartolomé Hurtado García y José del Olmo. Otras fuentes señalan a Cristóbal de Aguilera, Bartolomé Díaz Arias y Juan del Río.

## Descripción

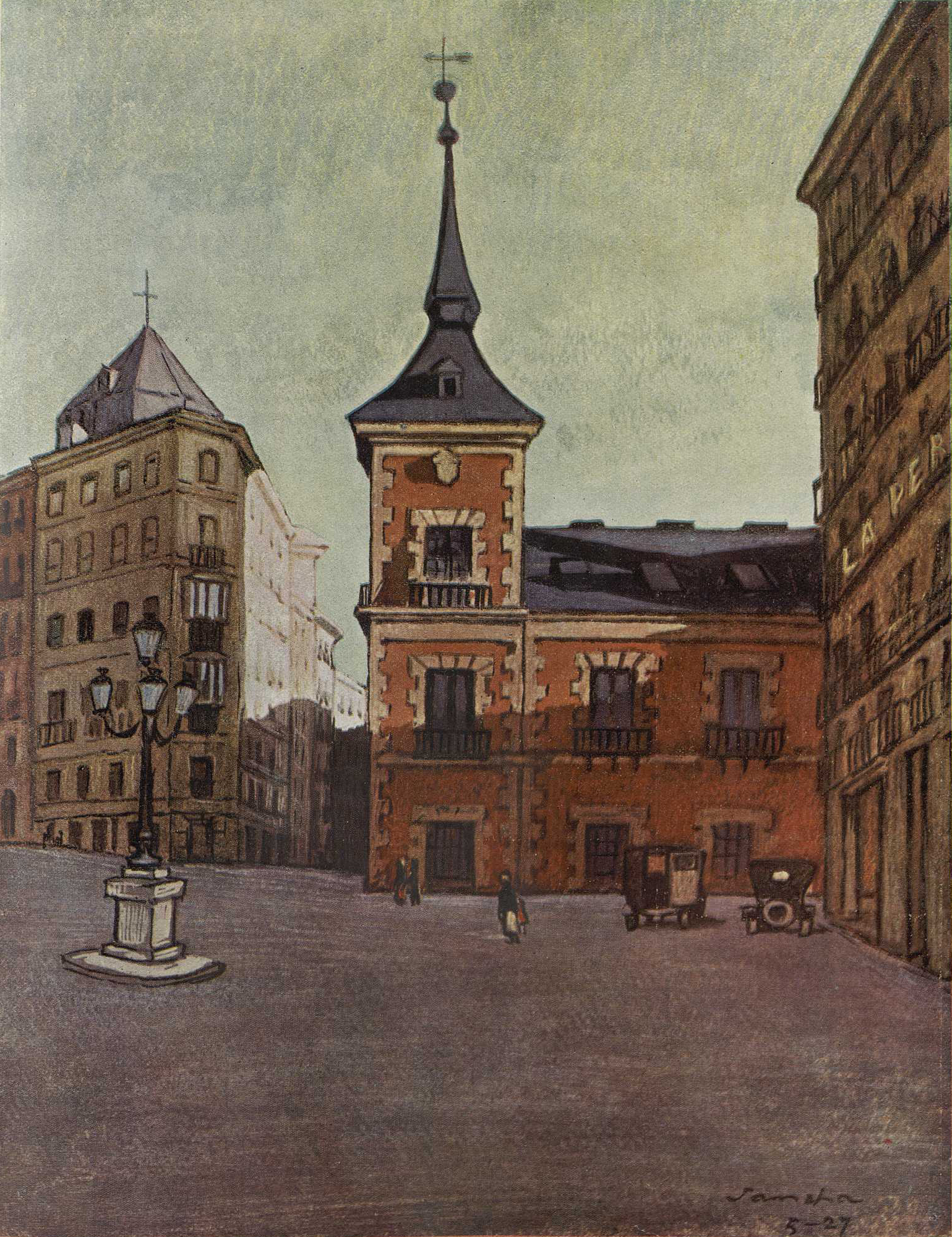
Rincones madrileños.—«La plaza de Santa Cruz», dibujo de Sancha en La Esfera (1927).

De planta rectangular, con torres angulares en las esquinas, se estructura interiormente en dos patios simétricos, inspirados en el Hospital Tavera, de Toledo, que organizan el espacio, permitiendo la ventilación y la entrada de la luz natural. Estos eran conocidos como «de la Audiencia» y «de los Calabozos», desde uno de los cuales se accedía a la estancia más importante del edificio, la Audiencia, donde se reunía la Sala de Alcaldes a oír los casos presentados.
Es muy característica la combinación de ladrillo visto y granito, que se reserva para esquinazos, portadas, dinteles y alféizares, y los chapiteles que coronan las torres. Este modelo tendría mucho éxito en la arquitectura de la Corte, y sería imitado en otros edificios. En la fachada principal, un cuerpo a modo de retablo pétreo, muy severo y coronado por un frontón con "aletones", centra la atención. La estética del edificio recuerda intensamente la formación herreriana de Gómez de Mora y muestra la pervivencia del Renacimiento tardío en la arquitectura cortesana del siglo XVII. Un grabado de 1675 muestra las esculturas originales para la portada, donde el arcángel Miguel aparece sobre el frontón principal.

## Condiciones
Hasta 1674, solo se daba de comer a los presos una vez cada 24 horas. A partir de ese año, se daba también la cena a los presos pobres.

## Presos
Entre los presos allí encarcelados, estuvieron Salustiano Olózaga, el poeta y dramaturgo Lope de Vega, el político Pascual Madoz, el poeta Espronceda, el concejal liberal Pablo Iglesias González tras los sucesos del 7 de julio de 1822, el general Rafael del Riego (desde donde fue llevado a la plaza de la Cebada para su ejecución) y el bandolero Luis Candelas.